# سوبر ماريو أدفانس 4: سوبر ماريو برذرز 3
سوبر ماريو أدفانس 4: سوبر ماريو برذرز 3 (بالإنجليزية: Super Mario Advance 4: Super Mario Bros. 3)‏ ، وتسمى في النسخة اليابانية سوبر ماريو أدفانس 4 (باليابانية: スーパーマリオアドバンス4) ، هي لعبة فيديو إلكترونية من نوع منصات، وتمت إعادة إصدار اللعبة الأصلية المستحسنة سوبر ماريو برذرز 3 سنة 2003م.

## روابط خارجية
- سوبر ماريو أدفانس 4: سوبر ماريو برذرز 3 على موقع IMDb (الإنجليزية)